# Rômulo Paes
Rômulo Coimbra Tavares Paes, mais conhecido como Rômulo Paes (Paraguaçu, 27 de julho de 1918 – 4 de outubro de 1982), foi um compositor brasileiro.

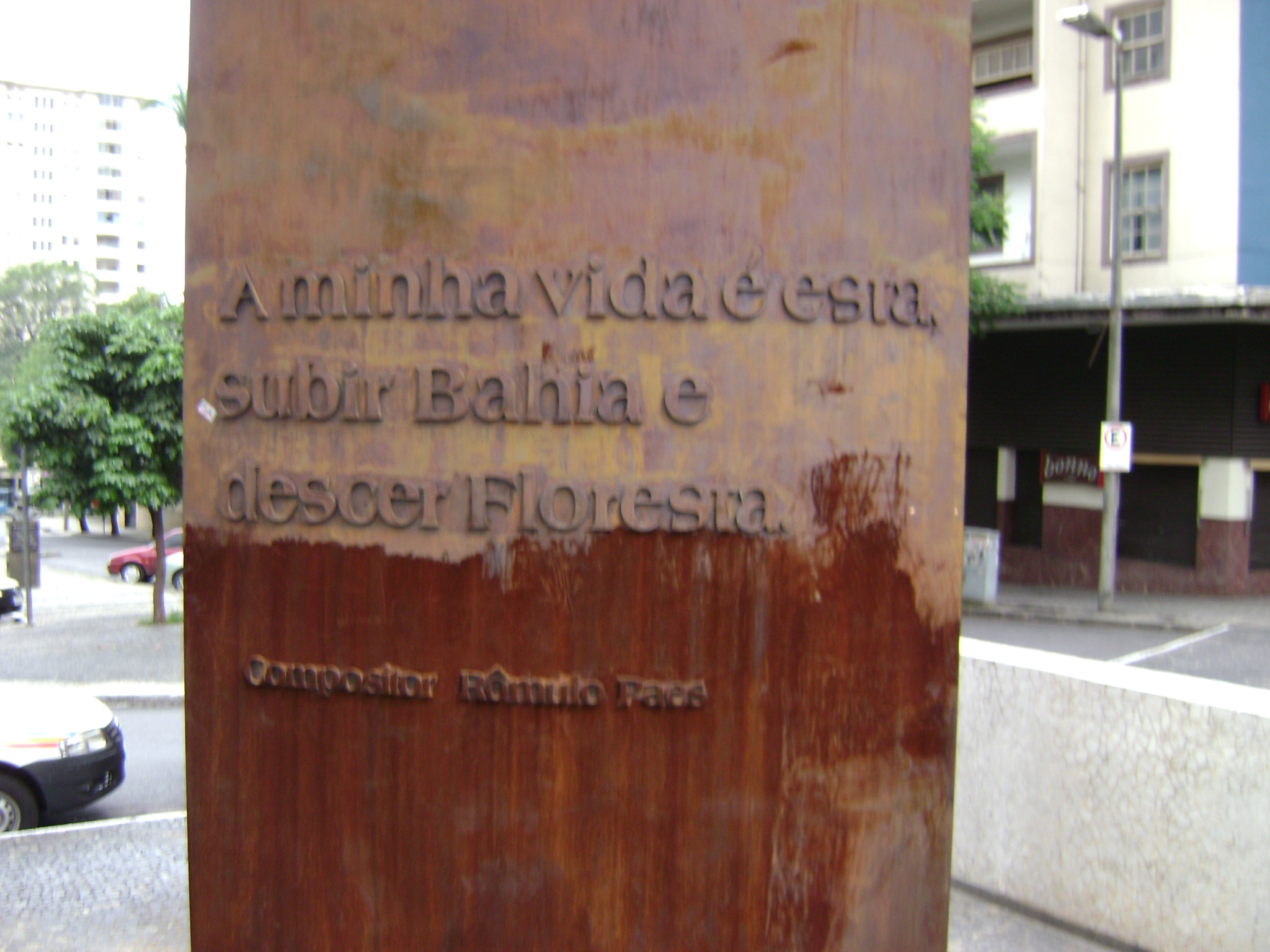
Homenagem a Rômulo Paes na rua da Bahia.

Autor de inúmeras canções, em especial marchinhas de carnaval. Foi também radialista e vereador em Belo Horizonte, cidade que batizou uma praça com seu nome, em uma confluência com a rua da Bahia.[carece de fontes?]